# 885
885(팔백팔십오)는 884보다 크고 886보다 작은 자연수다.

## 수학
- 합성수로, 그 약수는 1, 3, 5, 15, 59, 177, 295, 885다. 진약수의 합은 555이므로, 885는 부족수다.
- {\displaystyle 885=14^{2}+17^{2}+20^{2}}
  - 공차가 3인 세 자연수의 제곱합으로 나타낼 수 있는 수다. 이 성질을 지닌 앞의 수는 786, 다음 수는 990이다.
- {\displaystyle 885=9^{2}+11^{2}+13^{2}+15^{2}+17^{2}}
  - 연속하는 홀수 5개의 제곱합으로 나타낼 수 있으며, 이 성질을 지닌 앞의 수는 645, 다음 수는 1165다.
- {\displaystyle 58^{4}-1}은 885로 나누어떨어진다.

## 과학
- 885 울리케(영어판): 소행성.

## 교통

### 철도
- 큐슈여객철도 885계 전동차

### 도로
- 885번 홋카이도도(일본어판)

## 군사
- 885 해군 항공대(영어판): 과거 존재한 영국의 해군 항공대.

## 문화유산
- 대한민국의 보물 제885호: 현자총통

## 기타
- 연도: 885년, 기원전 885년